# Простор
Простор — затока Охотського моря біля північних берегів острова Ітурупу Великої Курильської гряди між мисом Брескенс (півострів Чиріп) на заході та мисом Фриза на сході. Довжина з півночі на південь — 22 км, ширина — 62 км. Адміністративно знаходится у межах Курильського міського округу Сахалінської області Російської Федерації. Названа за пропозицією моряків Тихоокенського флоту за її обширність.
Західний берег затоки високий та обривистий, східний — високий і терасовидний, південний — низинний. Глибини — від 800 м. 